# Challengers (trilha sonora)
Challengers (Original Score) é o álbum da trilha sonora composta por Trent Reznor e Atticus Ross para o filme Challengers de 2024, de Luca Guadagnino. Foi lançado digitalmente pela Milan Records em 26 de abril de 2024, mesmo dia do lançamento do filme nos cinemas nos Estados Unidos.

## Produção
Trent Reznor e Atticus Ross já haviam trabalhado com o diretor Luca Guadagnino, na trilha do filme de 2022 de Guadagnino, Bones and All. Guadagnino abordou a dupla para sua nova produção Challengers, enviando-lhes um e-mail que dizia: "Você quer participar do meu próximo filme? Vai ser super sexy." Guadagnino queria "música techno muito alta" para o filme, inspirando-se no techno de Berlim e na música rave dos anos 90. O resultado final pretendia amplificar o ritmo e a natureza de alto risco do filme.

## Recepção crítica
Ty Burr, do The Washington Post, chamou a trilha sonora de "uma das melhores [de Reznor e Ross] até hoje". Mireia Mullor, do Digital Spy, chamou a partitura de "fenomenal", enquanto Robbie Collin, do The Daily Telegraph a chamou de "contra-intuitivamente perfeita". Max Weiss, do Baltimore, chamou a trilha sonora de "destaque", escrevendo: "É principalmente música eletrônica de ritmo acelerado, que interrompe e impulsiona a ação em momentos inesperados. Tem um frenético que alimenta o filme."
Coleman Spilde, do The Daily Beast, escreveu: "Essa produção cinematográfica eufórica é reforçada pela trilha sonora inebriante e pesada de sintetizadores de Trent Reznor e Atticus Ross, que se afirma como uma parte indispensável do filme. Em Challengers, a música atua como pontuação, ambos os períodos e elipses." Richard Roeper, do Chicago Sun-Times, escreveu que a trilha sonora "[captura] a pulsação elétrica do filme". Tim Grierson, do Screen Daily, escreveu "Trent Reznor e Atticus Ross [inventaram] uma trilha sonora pesada que confere às partidas uma urgência de festa dançante que é ao mesmo tempo espirituosa e revigorante."
Maureen Lee Lenker, da Entertainment Weekly, escreveu: "[Reznor e Ross] criam uma composição pulsante e cheia de sintetizadores que aumenta a tensão até ficar tensa como as cordas de uma raquete. É como se o US Open decidisse usar riffs sonoros de Miami Vice como música tema. O ritmo eletrônico e staccato imita o vaivém rápido do tênis, ao mesmo tempo que nos catapulta para um som que é inerentemente sexy na forma como evoca o transe hipnótico de uma boate.
Liz Shannon Miller, do Consequence, escreveu: "Impulsionar a ação na quadra é a pontuação de Reznor e Ross, trazendo um nível de bombástica à ação esportiva que às vezes ameaça sobrecarregar a ação, sem nunca realmente se mostrar uma distração." Angelica Jade Bastién, do Vulture, escreveu que a trilha sonora "dá ao filme uma propulsão tensa que falta desesperadamente à própria narrativa". Caryn James, da BBC, escreveu: "Uma das melhores surpresas é a trilha sonora de Trent Reznor e Atticus Ross, uma trilha sonora propulsiva de techno que faz muito trabalho para manter as cenas de tênis em movimento."
Valerie Complex, da Deadline Hollywood, escreveu: "A trilha sonora de Trent Reznor e Atticus Ross, normalmente um destaque, parece estranhamente justaposta à paisagem visual e emocional do filme com seus elementos de synth-pop dos anos 80. Às vezes, aumenta a profundidade emocional das cenas, mas na maioria das vezes distrai, minando a sutileza das performances e a intimidade de certos momentos."

## Lista de faixas
Todas as músicas são compostas por Trent Reznor e Atticus Ross, exceto conforme indicado.
Todas as músicas compostas por Trent Reznor e Atticus Ross, exceto conforme indicado..
| Challengers (Original Score) | |         |  |
| N.º                          | Título | Duração |  |
| 1.                           | "Challengers" | 1:25    |  |
| 2.                           | ""I Know"" | 2:18    |  |
| 3.                           | "Yeah x10" | 2:38    |  |
| 4.                           | "L'oeuf" | 3:59    |  |
| 5.                           | "The Signal" | 3:11    |  |
| 6.                           | "Brutalizer" | 3:01    |  |
| 7.                           | "Stopper" | 1:42    |  |
| 8.                           | "Brutalizer 2" | 1:58    |  |
| 9.                           | "The Points That Matter" | 1:49    |  |
| 10.                          | "Lullaby" | 0:38    |  |
| 11.                          | "Final Set" | 3:06    |  |
| 12.                          | "Pull Over" | 2:48    |  |
| 13.                          | "Friday Afternoons, Op. 7: A New Year Carol" (composta por Benjamin Britten; interpretada por Choir of Downside School, Purley e Viola Tunnard) | 2:06    |  |
| 14.                          | "Friday Afternoons, Op. 7: A New Year Carol (Part 2)" (composta por Britten)                                                                    | 1:14    |  |
| 15.                          | "Challengers: Match Point" | 5:02    |  |
| 16.                          | "Compress / Repress" | 3:49    |  |
| Duração total:               | Duração total: | 40:50   |  |